# Oji Eagles

Oji Eagles (王子製紙アイスホッケー部 Ōji Seishi Aisu Hokkē-bu?) är ett professionellt ishockeylag med sin bas i Tomakomai, Hokkaidō, Japan. Oji spelar i Asia League Ice Hockey sedan starten av ligan 2003.

## Historik

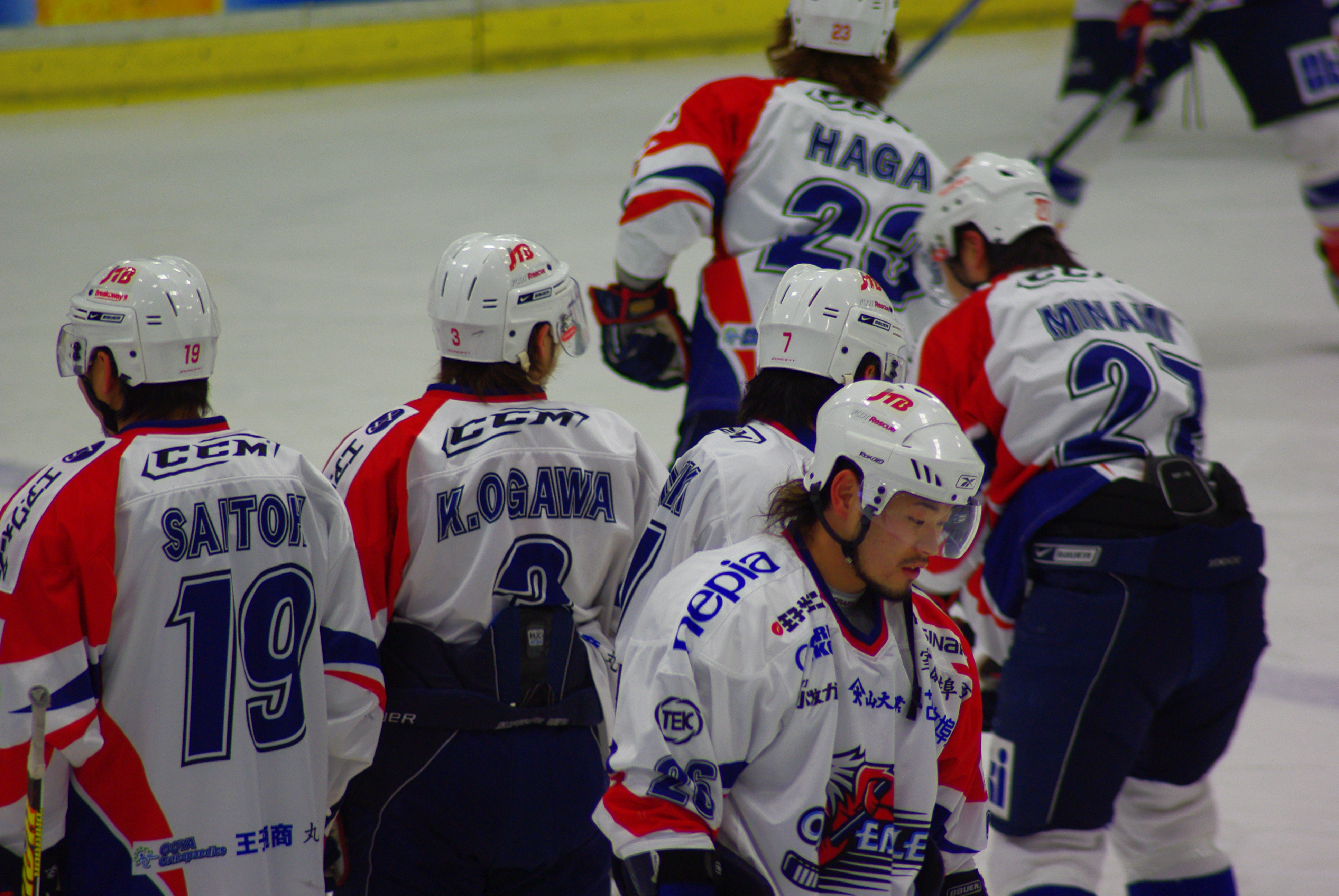
Oji Eagles värmer upp före match

Klubben bildades som Oji Eagles 1925. De blev mästare i 13 gånger Japan Ice Hockey League, har blivit mästare 35 gånger i All Japan Championship, och två gånger i Asia League Ice Hockey. Laget har dessutom vunnit grundserien de fyra senaste säsongerna.

## Meriter
- Asia League:
  - Mästare (2): 2008, 2012

- Japan League:
  - Mästare (13): 1969, 1970, 1974, 1980, 1982, 1983, 1984, 1985, 1987, 1988, 1990, 1991, 1994

- All Japan Championship:
  - Mästare (35): 1932, 1935, 1947, 1950, 1951, 1952, 1954, 1955, 1956, 1957, 1958, 1964, 1966, 1968, 1969, 1973, 1976, 1977, 1980, 1981, 1983, 1984, 1985, 1986, 1987, 1989, 1992, 1993, 1994, 1995, 1996, 2000, 2002, 2005, 2013

## Spelare
Ett antal spelare från forna Sovjetunionen spelade här den senare delen av 70-talet/början på 80-talet (Vjatjeslav Starsjinov 1975-78, Vladimir Shadrin 1979-1983, Jurij Ljapkin 1979-1982, Valerij Belousov 1982-1984). NHL-meriterade Sverigebekantingarna Sergej Bautin (2000-2002) och Greg Parks (2003-2004) har spelat här. Enda svensken som spelat för klubben är Ricard Persson (2007-2009).